# Aviadvigatel PD-14
O Aviadvigatel PD-14 (anteriormente PS-14) é um motor turbofan da nova geração sendo desenvolvido pela Aviadvigatel para se tornar uma das alternativas para o avião comercial bimotor Irkut MC-21. O PD-14 foi anunciado no início de 2010 com o custo de investimento de RUB 35 bilhões. À época, a empresa esperava iniciar os processos de certificação em 2012.
A família PD-14 deve ser expandida com o geared turbofan PD-18R, com um empuxo de 18.000 a 20.000 kgf. Este motor deve ser utilizado em grandes aeronaves de transporte, tais como o Ilyushin Il-96.

## Desenvolvimento
A Aviadvigatel em conjunto com a Perm Engine Company iniciaram os trabalhos em um novo motor com empuxo na faixa de 122-153 kN (27.500-34.500 lbf). A Aviadvigatel mencionou que seria uma versão atualizada do motor PS-12 (uma variante mais forte do PS-90A) que traz um arquitetura clássica de dois eixos high-bypass. O PD-14 terá um projeto de gerador de gás do PS-12 que inclui um compressor de alta pressão de oito estágios e uma turbina de alta pressão de dois estágios. Sua seção de baixa pressão terá quatro estágios e o diâmetro do fan será de 1,9m. O novo motor terá um consumo de combustível de 10 a 15% menor em relação ao CFM International CFM56. A Aviadvigatel indica que o PD-14 não será usado apenas na família MC-21, mas também nas versões atualizadas do Tupolev Tu-204, ou do Ilyushin Il-276.
Em 2016, a Rússia iniciou o desenvolvimento de uma versão turboeixo do PD-14 designada PD-12V para motorizar o helicóptero pesado Mil Mi-26.
Entre Dezembro de 2016 e Maio de 2017, seu desempenho operacional e eficiência em todas as altitudes e velocidades foi testada em um Ilyushin Il-76 na Gromov Flight Research Institute próximo a Moscou.

## Projeto
A resposta da Rússia para os últimos motores turbofan da CFM International e Pratt & Whitney foi exibida publicamente pela primeira vez no MAKS em 2013. A fabricante Aviadvigatel apresentou sua nova tecnologia através do motor de número de série 100-01 - do PD-14, a proposta alternativa para o desenvolvimento do MC-21. Apesar da Aviadvigatel já ter mostrado algumas maquetes do motor, a exibição no MAKS marcou pela primeira vez a última tecnologia russa em motores.

O motor foi apresentado com um fan de 1.9 metros de diâmetro composto de 18 pás feitas de uma liga de titânio. O diâmetro do fan provê uma razão de bypass de 8.5:1, que é significativamente maior se comparado aos motores russos anteriores, mas ainda um pouco menor que a razão de 10:1 alcançada pelo motor CFM LEAP-1A ou a razão de 12:1 do Pratt & Whitney's PW1400G. 
Este último motor foi selecionado pela Irkut para motorizar o MC-21 que deve entrar em serviço em 2017, mas o PD-14 está se apresentando como uma alternativa nacional. A Aviadvigatel afirma que o PD-14 também terá um novo núcleo que poderá ser desenvolvido em um motor designado PD-18R, que teria um sistema similar ao PW1400G. Com a exibição do PD-14 no MAKS, foi revelado que a Aviadvigatel ainda não adotou a tecnologia da CFM de pás de material compósito, mas tem se apressado em alcançar de outras formas. O primeiro estágio de turbina de alta pressão do motor russo foi mostrado em 3D.

## Variantes
- PD-14: versão inicial para o MC-21-300. Empuxo nominal de 137,3 kN (14.000 kgf; 30.865 lbf).
- PD-14A: versão mais fraca para o MC-21-200, com empuxo nominal de 122,6 kN (12.500 kgf; 27.558 lbf).
- PD-14M: versão mais forte para o MC-21-400, com empuxo nominal de 153 kN (15.600 kgf; 34.392 lbf). A turbina de baixa pressão possui cinco estágios.

### Modelos derivados
- PD-7: versão mais fraca, com empuxo nominal de 78 kN (8.000 kgf; 17.500 lbf).
- PD-10: versão mais fraca para o SSJ-130, com empuxo nominal de 108 kN (11.000 kgf; 24.300 lbf).
- PD-18R: é um modelo Geared turbofan, com empuxo nominal de 178 kN (18.000 kgf; 39.800 lbf).
- PD-12V: é um modelo turboeixo com 10.000 hp para o Mil Mi-26
- GTU-8 e GTU-16: turbinas a gás
- PD24, PD28 e PD-35: turbofan planejado com um núcleo base maior. Deve produzir 35 toneladas de empuxo, com a intenção de motorizar o Antonov An-124 e outras grandes aeronaves, além de ser proposta para o avião comercial russo-chinês CRAIC CR929. [13]

## Aplicações
- Irkut MC-21
- Sukhoi Superjet 130
- Ilyushin Il-276
- Mil Mi-26